# Єлизаветівка (Глушковський район)
Єлизаветівка — село в Глушковському районі Курської області Росії. Входить до складу Кульбакинської сільради.

## Географія
Село знаходиться на південному заході Курської області, в південно-західній частині Середньоросійської височини, в лісостеповій зоні, на берегах струмка Мужици, на відстані приблизно 15 кілометрів (по прямій) на південний схід від Глушкова, адміністративного центру району. Абсолютна висота — 177 метрів над рівнем моря .

### Клімат
Клімат характеризується як помірно континентальний, з теплим літом та помірно холодною зимою. Середньорічна температура — 4,5 °C. Середня температура повітря найтеплішого місяця (липня) — 22 ° C; найхолоднішого (січня) — −12 °C. Середньорічна кількість атмосферних опадів становить 600 мм, з яких більшість випадає в теплий період .

### Часовий пояс
Село Єлизаветівка, як і вся Курська область, знаходиться у часовій зоні МСК (московський час). Зміщення застосованого часу щодо UTC складає +3 години.

## Історія
Після 9 ранку 9 травня 2022 року з боку російського села Єлизаветівка прилетіло 10 ракет, які, за інформацією Державної прикордонної служби України, розірвалися на відстані близько 10 км від кордону у полі між двома селами Хотінської селищної об'єднаної територіальної громади. Менш ніж через пів години в поле на Сумщині прилетіло ще 10 ракет з Росії. В результаті обстрілів реактивною системою залпового вогню постраждалих не було.

## Населення
| Чисельність населення | Чисельність населення |
| 2002                  | 2010                  |
| --------------------- | --------------------- |
| 355                   | ↘261                  |

### Статевий склад
За даними Всеросійського перепису населення 2010 року, у статевій структурі населення чоловіки становили 50,6 %, жінки — відповідно 49,4 %.

### Національний склад
Згідно з результатами перепису 2002 року, в національній структурі населення росіяни становили 91 % .